# (10187) 1996 JV
1996 جاي في (ويعرف أيضًا باسم (10187) 1996 جاي في وفق تسمية الكوكب الصغير) (بالإنجليزية: 1996 JV)‏ هو كويكب ضمن حزام الكويكبات؛ وترتيبه 10187 من حيث الاكتشاف.
اكتُشف هذا الجُرم الفلكي بواسطة Timothy B. Spahr ‏ في 12 مايو 1996.

## وصلات خارجية
- (10187) 1996 JV في قاعدة بيانات مختبر الدفع النفاث لأجرام النظام الشمسي الصغيرة

- الاكتشاف · مخطط المدار ·  العناصر المدارية · المعلمات المادية

- (10187) 1996 JV على موقع ويكي سكاي: DSS2, SDSS, GALEX, IRAS, Hydrogen α, X-Ray, Astrophoto, Sky Map, Articles and images